# Vinhais
Vinhais és un municipi portuguès, situat al districte de Bragança, a la regió del Nord i a la subregió de l'Alt Trás-os-Montes.L'any 2006 tenia 10.583 habitants. Es divideix en 35 freguesies. Limita al nord i oest amb Galícia, a l'est amb Bragança, al sud amb Macedo de Cavaleiros i Mirandela i a l'oest amb Valpaços i Chaves.

## Població
| Població del concelho de Vinhais (1801 – 2004) | Població del concelho de Vinhais (1801 – 2004) | Població del concelho de Vinhais (1801 – 2004) | Població del concelho de Vinhais (1801 – 2004) | Població del concelho de Vinhais (1801 – 2004) | Població del concelho de Vinhais (1801 – 2004) | Població del concelho de Vinhais (1801 – 2004) | Població del concelho de Vinhais (1801 – 2004) | Població del concelho de Vinhais (1801 – 2004) |
| ---------------------------------------------- | ---------------------------------------------- | ---------------------------------------------- | ---------------------------------------------- | ---------------------------------------------- | ---------------------------------------------- | ---------------------------------------------- | ---------------------------------------------- | ---------------------------------------------- |
| 1801                                           | 1849                                           | 1900                                           | 1930                                           | 1960                                           | 1981                                           | 1991                                           | 2001                                           | 2004                                           |
| 6084                                           | 10697                                          | 19842                                          | 19525                                          | 26577                                          | 16142                                          | 12727                                          | 10646                                          | 10051                                          |

## Freguesies
- Agrochão
- Alvaredos
- Candedo
- Celas
- Curopos
- Edral
- Edrosa
- Ervedosa
- Fresulfe
- Mofreita
- Moimenta
- Montouto
- Nunes
- Ousilhão
- Paçó
- Penhas Juntas
- Pinheiro Novo
- Quirás
- Rebordelo
- Santa Cruz
- Santalha
- São Jomil
- Sobreiró de Baixo
- Soeira
- Travanca
- Tuizelo
- Vale das Fontes
- Vale de Janeiro
- Vila Boa de Ousilhão
- Vila Verde
- Vilar de Lomba
- Vilar de Ossos
- Vilar de Peregrinos
- Vilar Seco de Lomba
- Vinhais